# كارولين نيكولز
كارولين نيكولز (بالإنجليزية: Caroline Nichols) هي لاعبة هوكي الحقل أمريكية، ولدت في 15 ديسمبر 1984 في هاميلتون في المملكة المتحدة.

## وصلات خارجية
- كارولين نيكولز على موقع أوليمبيديا (الإنجليزية)